# Bezirk Tschernembl
Der Bezirk Tschernembl (slowenisch: okraj Črnomelj) war ein Politischer Bezirk im Kronland Krain. Der Bezirk umfasste mit den Gebieten der Gerichtsbezirke Möttling (Metlika) und Tschernembl (Črnomelj) die Bela krajina (Weiße Mark, Weißkrain). Der Bezirk musste im Zuge des Vertrags von Saint-Germain 1919 wie das gesamte Kronland Krain von Österreich an das Königreich Jugoslawien abgetreten werden. 